# Angoulême-i Izabella angol királyné
Angoulême-i Izabella (franciául: Isabelle d’Angoulême, angolul: Isabella, Queen consort of England; 1186 vagy 1188 körül – Fontevraud apátság, 1246. június 4.) francia nemesasszony, 1202–1246 között Angoulême grófnője, valamint János angol királlyal kötött házassága révén 1200–1216 között Anglia királynéja, majd X. Hugó lusignani nagyúrral kötött második házassága révén 1220–1246 között La Marche grófnéja.

## Élete
1186-ban jött világra, a Taillefer-ház tagjaként, Aymer angouleme-i gróf és Courtenay Aliz francia nemeshölgy egyetlen gyermekeként. 1202. június 16-án Izabella saját jogán Angouleme grófnője lett, előtte azonban már majdnem két éve ő volt Anglia királynéja is, mióta hozzáment Földnélküli János királyhoz, aki egy évvel korábban elvált első feleségétől, Gloucester Izabella grófnőtől.
1200. október 8-án az ifjú királynét megkoronázták a westminsteri apátságban. Az asszony eredetileg IX. Hugó lusignani gróf jegyese volt. Izabella az angol királynék között kivételt képezett szőke hajával, kék szemével és kimagasló szépségével. Külső adottságai alapján trójai Helenéhez hasonlították őt a krónikások.
János király rajongott szépséges, fiatal hitveséért. A férfi 20 évvel volt idősebb nejénél. 1207. október 1-jén a királyné életet adott első gyermekének, egy kisfiúnak, aki a Henrik nevet kapta apai nagyapja tiszteletére. Röviddel utána újabb herceg született, Richárd, akiket már három hercegnő követett, Johanna, Izabella és Eleonóra.
1216 októberében János elhunyt, Izabella pedig ismét férjhez ment, méghozzá egykori jegyese fiához, a nála 3 évvel idősebb X. Hugó lusignani grófhoz, 1220 tavaszán. Pár évvel korábban még Izabella lányát, Johannát szánták Hugónak, ám amikor a gróf meglátta az özvegy anyakirálynét, inkább őt választotta hitveséül. 1221-ben Johanna végül a nála 12 évvel idősebb II. Sándor skót királyhoz ment hozzá.
Izabella fia, III. Henrik király és az angol nemesek engedélye nélkül ment újból férjhez. Hugónak kilenc gyermeke született az asszonytól, Hugó, Aymer, Agáta, Alíz, Guy, Geoffrey, Vilmos, Margit és Izabella. 26 évig voltak házasok.
Izabella első házasságából származó lánya, Izabella II. Frigyes német-római császár felesége lett. Angouleme-i Izabellának összesen 27 unokája született az első házasságából származó gyermekeitől, s 25 a második frigyből származó örököseitől.
1246. június 4-én hunyt el, a fontevraud-i apátságban, végső nyughelye pedig II. Henrik és Aquitániai Eleonóra mellett van. Izabella halála után a Hugótól született fiai Angliába utaztak, ahol féltestvérük, III. Henrik király pártfogását élvezték.